# Willem Janssen

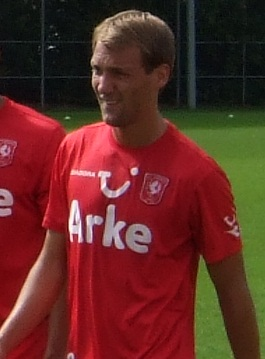
Foto do futebolísta holandês Willem Janssen.

Willem Janssen (Nijmegen, 4 de julho de 1986) é um futebolista holandês.
Após passagem pelo VVV-Venlo e Roda JC, encontra-se desde 2011 no FC Twente.